# 脚ブロック
脚ブロック（きゃく-、英語: Bundle branch block）は、心室性の徐脈性不整脈の一つ。心臓の刺激伝導系において、ヒス束よりも遠位で伝導障害が生じた状態である。

## 病態
その病態は、障害の程度と部位に応じて、それぞれ分類される。なお、心房性期外収縮に伴って脚ブロックが生じることがあり、変行伝導と称されるが、病的意義は少ない。

### 程度に応じた分類
心室性の徐脈性不整脈であるという本質上、障害の程度はQRS幅（心室内伝導時間）によって推測することができる。このことから、QRS幅が0.12秒（3mm）以上に延長した場合を完全脚ブロック、延長の程度がこれ未満であった場合を不完全脚ブロックに分類する。
なお、他の心臓刺激伝導系障害（房室ブロックなど）の場合は、伝導障害の度合いを数字によって分類しており、仮にこれに従った場合は不完全脚ブロックとは脚の第1度伝導障害として表現されるが、本症においてこのような表現は用いられない。

### 部位に応じた分類
左脚ブロック
左脚枝内で伝導障害を来たした場合に生じる。また、左脚は電気生理学的に分枝していることから、12誘導心電図上の所見はより多彩となっている。
完全左脚ブロック
V1誘導でQSパターンを呈し、V6誘導でq波を認めない。
左脚前束枝ブロック
著明な左軸偏位（-45〜-90度）、QI SIIIパターン（I誘導でq波、III誘導で深いS波）を認める。
左脚後束枝ブロック
著明な右軸偏位（+100〜110度）、SI QIIIパターン（I誘導で深いS波、III誘導でq波）を認める。
右脚ブロック
右脚枝内で伝導障害を来たした場合に生じる。12誘導心電図上、V1誘導ないしV2誘導でrSR'パターンを呈し、またI誘導とV6誘導で幅広いS波が認められる。

## 予後
脚ブロックは通常、それそのものよりは、原因疾患のほうが問題となる。このため、基礎心疾患を認めない特発性脚ブロック（右脚ブロックに多い）の予後は良好である。ただし2枝ブロックの場合、年間3〜5パーセントの突然死が報告されている。これは高度房室ブロックに進展したことによるものと考えられており、特に急性心筋梗塞に合併した場合は房室ブロックの発生率が高い。